# Hadsten Idræts- og Kulturhus Sløjfen
Hadsten Idræts- og Kulturhus Sløjfen i daglig tale Sløjfen er et kulturhus i centrum af Hadsten, klos op ad Lilleåen. Sløjfen rummer byens bibliotek, en større multisal, café og mødefaciliteter. Sløjfen blev indviet den 12. december 2001 af Prinsesse Alexandra og borgmester i Hadsten Kommune Anna-Grethe Dahl.
I 1991 havde Hadsten Kommune købt en stor og central grund i Hadsten, som husede byens slagteri, der lukkede samme år. Lokale- og Anlægsfonden udskrev i 1998 en konkurrence om "fremtidens idræts- og kulturbyggeri" placeret på tre forskellige lokaliteter, Næstved, Frederiksberg og Hadsten. I Hadsten var temaet "fremtiden forsamlingshus".
De danske arkitekter Sophus Søbye og Klaus Toustrup vandt den internationale arkitektkonkurrence. Navnet "Sløjfen" blev valgt fordi det skal symbolisere, at der bindes bånd mellem idrætten og kulturen og syd- og nordbyen.

## Indretning

### Lilleåsalen
Lilleåsalen er en multisal, der med sine 350 kvadratmeter (23x14 m) og 10 meter til loftet kan bruges til større arrangementer. Ved hjælp af en stor skydedør kan salen åbnes mod forhallen, hvor der på trappen er plads til 150 siddende gæster. I selve salen er der siddepladser til 360. I den ene ende findes en 10 meter høj port.

### Café Sløjfen
Cafeen forpagtes af Montra Hotels, der overtog den den 1. september 2012.

### Klatrevæg
På ydersiden af porten findes der en 10 meter høj klatrevæg.

## Koncerter
| The Rumour Said Fire |  | The Rumour Said Fire |
| The Rumour Said Fire |  | Sink Ships           |

- Hush[6]
- Sys Bjerre[7]
- Sink Ships[8]
- The Rumour Said Fire[8]